# Гулла, Джон Пейке
Джон Пейке Гулла (англ. John Pyke Hullah; 1812—1884) — английский композитор и музыкальный педагог.

## Биография
Джон Пейке Гулла родился 27 июня 1812 года в Вустере.
Учился у Уильяма Горсли. Поступив в Королевскую академию музыки, в 1832—1833 гг. написал комическую оперу «Деревенские кокетки» на слова Чарльза Диккенса, затем занялся изучением народных напевов. В 1839 году отправился в Париж.
В 1847 году устроил большое концертное зало «Saint-Martin’s Hall», которое в 1860 году сгорело. Проводил концерты в Эдинбурге в 1866 и 1867 годах.
Получил почетную степень доктора юридических наук в Эдинбургском университете в 1876 году.
Горсли был профессором вокальной музыки и гармонии в Королевской коллегии в Лондоне и капельмейстером Королевской музыкальной академии в Лондоне. Одним из его знаменитых учеников был Эдмунд Харт Турпин.
Джон Пейке Гулла умер 21 февраля 1884 года в Лондоне.
Из его литературных трудов наиболее известны «The History of modern music» (Лондон, 1862); «The Transition period of musical history», «Methode de chant de B. Wilhem».